# Coelophysis rhodesiensis
Coelophysis rhodesiensis ("forma hueca de Rhodesia") es una especie  de dinosaurio terópodo celofísido del género Coelophysis , que vivió a principios del período Jurásico, hace aproximadamente entre 199 y 188 millones de años, desde el  Hettangiense hasta el Pliensbachiano, en lo que hoy es África. Era un carnívoro bípedo de constitución ligera que medía aproximadamente 2 metros de longitud. Fue formalmente llamado Syntarsus, pero el nombre ya estaba ocupado por un escarabajo y después recibió el nombre de Megapnosaurus por Ivie, Ślipiński & Węgrzynowicz, en 2001, sin embargo estudios posteriores lo clasifican en el género Coelophysis.

## Descripción
Coelophysis rhodesiensis tenía una longitud de 2.1 metros desde el hocico a la cola y pesó alrededor de 13 kilogramos. Los huesos de 30 individuos de C. rhodesiensis fueron descubiertos juntos en una cama fósil en Zimbabue, así que los paleontólogos creen que debió de cazar en grupos. Los distintos fósiles atribuidos a esta especie están datados en un tiempo relativamente largo – los pisos Hettangiense, Sinemuriense, y Pliensbachiense del Jurásico inferior – lo que significa que los fósiles representan un género muy exitoso o distintos animales estrechamente relacionados entre sí y actualmente asignados a Coelophysis. . A Coelophysis rhodesiensis se lo puede diagnosticar por el alargamiento de su ventana anteorbital al 40 por ciento de la longitud del cráneo y por una extensión ventral del lacrimal que traslapa el yugal y alcanza el margen alveolar en una condición distinta de cualquier otro arcosaurio. Es significativo que estos caracteres fueron descritos del material desarticulado, porque la longitud de la ventana anteorbital depende de que la posición del lacrimal sea interpretada correctamente, esta interpretación también pone la fila maxilar de dientes enteramente delante de la órbita, en contraste con los ceratosaurianos. Además de ser uno de los dinosaurios más antiguos en los que se ha sugerido la presencia de plumas.

## Clasificación
Syntarsus rhodesiensis  fue descrito por primera vez por Raath (1969) y asignado a Podokesauridae. El taxón Podokesauridae, fue abandonado ya que su espécimen tipo fue destruido en un incendio y ya no se puede comparar con nuevos hallazgos. A lo largo de los años, los paleontólogos asignaron este género a Ceratosauridae (Welles, 1984), Procompsognathidae (Parrish y Carpenter, 1986) y Ceratosauria (Gauthier, 1986). Más recientemente, se ha asignado a Coelophysidae por Tykoski y Rowe (2004), Ezcurra y Novas (2007) siendo el consenso científico actual.
Al igual que el Dilophosaurus, ambosfueron incluidosen el infraorden Ceratosauria en la familia Coelophysidae, aunque ña posición del clado Coelophysoidea esta en serio debate y nueva evidencia mostraría divergencia entre Coelophysoidea y Ceratosauria siendo esta última más cercana a Tetanurae. Ambos poseen una articulación entre el premaxilar y el maxilar, creando un movimiento en la mandíbula premaxilar.

### Filogenia
Cladograma basado en los análisis de Ezcurra et al., 2011.

|  | Coelophysis bauri                                                                    |
|  |                                                                                      |
|  | \| \| Coelophysis rhodesiensis \| \| \| \| \| \| Camposaurus arizonensis \| \| \| \| |
|  |                                                                                      |
|  | Coelophysis rhodesiensis                                                             |
|  |                                                                                      |
|  | Camposaurus arizonensis                                                              |
|  |                                                                                      |

|  | Coelophysis rhodesiensis |
|  |                          |
|  | Camposaurus arizonensis  |
|  |                          |

|  | Coelophysis bauri                                                                    |
|  |                                                                                      |
|  | \| \| Coelophysis rhodesiensis \| \| \| \| \| \| Camposaurus arizonensis \| \| \| \| |
|  |                                                                                      |
|  | Coelophysis rhodesiensis                                                             |
|  |                                                                                      |
|  | Camposaurus arizonensis                                                              |
|  |                                                                                      |

|  | Coelophysis rhodesiensis |
|  |                          |
|  | Camposaurus arizonensis  |
|  |                          |

## Paleoecología

### Procedencia y nombramiento
El holotipo de C. rhodesiensis (QG1) fue recuperado de Formación Upper Elliot en Sudáfrica, así como la cantera del hueso del río de Chitake en la formación Forest Sandstone en Rhodesia (ahora conocido como Zimbabue). En Sudáfrica, varios individuos fueron recolectados en 1985, procedían de una piedra de barro depositada durante la etapa Hetangiano del período Jurásico, hace aproximadamente 201 a 199 millones de años.  En Zimbabue, se recolectaron veintiséis individuos en 1963, 1968 y 1972 de la arenisca amarilla depositada durante el piso Hettangianse del período jurásico, aproximadamente de hace 201 a 199 millones de años.

### Fauna y hábitat
Se cree que la Formación Upper Elliot fue una antigua llanura de inundación. Fósiles de los sauropodomorfos Massospondylus e Ignavusaurus han sido recuperados de la Formación Upper Elliot, que cuenta con la más diversa fauna conocida de ornitisquios durante el Jurásico temprano, incluyendo a Abrictosaurus, Fabrosaurus, Heterodontosaurus, y Lesothosaurus, entre otros. La Formación Forest Sandstone era el ambiente de cocodrilos protosuquios, de esfenodontes, del dinosaurio Massospondylus y de los restos indeterminados de otro prosaurópodo. Paul (1988) señaló que C. rhodesiensis debió vivir de entre dunas y oasis del desierto, cazando prosaurópodos.

## Paleobiología

### Crecimiento
Estudios utilizando recuentos de sus anillos de crecimiento sugieren que la longevidad de C. Rhodesiensis  fue de aproximadamente siete años. Investigaciones recientes han encontrado que C. Rhodesiensis tuvo un crecimiento muy variable entre individuos, con algunos especímenes siendo más grandes en su fase inmadura que los adultos más pequeños cuando estaban completamente maduros. Esto indica que la supuesta presencia de distintos tamaños es simplemente el resultado de la variación individual. Este crecimiento altamente variable era probablemente ancestral a los dinosaurios pero perdido más adelante, y pudo haber dado a tales dinosaurios tempranos una ventaja evolutiva en sobrevivir desafíos ambientales ásperos.

### Alimentación y dieta
La supuesta "articulación débil" en la mandíbula condujo a la hipótesis inicial de que los dinosaurios como éstos eran carroñeros, ya que los dientes delanteros y la estructura ósea de la mandíbula se consideraban demasiado débiles para derribar y retener a las presas que se debatían. C. rhodesiensis fue uno de los primeros dinosaurios que se retrató con plumas, aunque no hay evidencia directa de que realmente tuviera plumas. Paul (1988) señaló que este género puede haber cazado en manadas.
Las comparaciones entre el anillo esclerótico de pájaros modernos y el anillo escleral de C. Rhodesiensis  sugieren que pudo haber sido nocturno.

### Paleopatología
En C. rhodesiensis, se han observado fracturas cicatrizadas de la tibia y metatarso, pero son muy raras.Las espigas de apoyo de la segunda costilla sacra en un espécimen de "Syntarsus rhodesiensis" mostraban signos de asimetría fluctuante. La asimetría fluctuante resulta de los trastornos del desarrollo y es más común en las poblaciones sometidas a estrés y, por lo tanto, puede ser informativo sobre la calidad de las condiciones de un dinosaurio vivido bajo

## Icnología
Huellas de dinosaurios que más tarde se atribuyeron a C. Rhodesiensis se descubrieron en Rhodesia en 1915. Estas huellas fueron descubiertas en la formación de arenisca de Nyamandhlovu, en la arenisca roja eólica que fue depositada en el Triásico tardío, hace aproximadamente 235 a 201 millones de años.